# Bleheratherina pierucciae
Bleheratherina pierucciae – gatunek ryby z rodziny aterynowatych (Atherinidae), jedyny przedstawiciel rodzaju Bleheratherina.